# Nomada beaumonti
Nomada beaumonti är en biart som beskrevs av Schwarz 1967. Nomada beaumonti ingår i släktet gökbin, och familjen långtungebin. Inga underarter finns listade i Catalogue of Life.